# Wskaźniki płynności finansowej
Zasugerowano, aby zintegrować ten artykuł z artykułem Płynność finansowa. Nie opisano powodu propozycji integracji.
Wskaźniki płynności finansowej – odzwierciedlają zdolności przedsiębiorstwa do regulowania zaciągniętych zobowiązań na określony termin. Zachowanie płynności finansowej jest podstawowym zadaniem każdej firmy, dbającej o interesy i relacje z kontrahentami oraz chcącymi utrzymać dobrą kondycję finansową spółki.
Cztery podstawowe wskaźniki płynności finansowej, zamieszczono w tabeli poniżej.
| Wskaźnik                                                 | Wzór                                                          | Opis |
| -------------------------------------------------------- | ------------------------------------------------------------- | --- |
| wskaźnik bieżącej płynności (current ratio)              | aktywa bieżące / zobowiązania bieżące                         | Wskaźnik pokazuje możliwości przedsiębiorstwa do regulowania zobowiązań posiadanymi środkami obrotowymi. Wartość tego mnożnika powinna się mieścić w granicy <1,2-2,0>. W przypadku gdy jego wartość spada poniżej 1,0, może to wskazywać na kłopoty przedsiębiorstwa z regulowaniem zobowiązań w terminie, ale też świadczyć o agresywnym, nastawionym na szybkie zwiększanie się zysków planie rozwoju realizowanym przez dane przedsiębiorstwo. Jednocześnie jest to pozytywny znak dla inwestorów. Wartość wskaźnika powyżej 3,0 wskazuje na złą kondycje finansową firmy i problemy z obrotem majątku. |
| wskaźnik szybki płynności (quick ratio)                  | (aktywa bieżące – zapasy) / zobowiązania bieżące              | Wskaźnik odzwierciedla natychmiastową zdolność przedsiębiorstwa do spłaty zaciągniętych zobowiązań.Optymalna jego wartość powinna mieścić się w przedziale <1,0-1,2>. Spadek wartości poniżej 1,0 oznacza zachwianie płynności firmy |
| Wskaźnik natychmiastowej wymagalności                    | (aktywa bieżące – zapasy i należności) / zobowiązania bieżące | Wskaźnik pokazuje jaką część zaciągniętych zobowiązań firma jest w stanie pokryć posiadanymi środkami pieniężnymi. Należy pamiętać, że brak gotówki nie musi oznaczać kłopotów finansowych spółki, natomiast całkowity jej brak może przynieść straty wywołane brakiem możliwości zawierania szybkich i korzystnych transakcji. |
| Wskaźnik zobowiązań natychmiast wymagalnych (cash ratio) | Środki pieniężne / Płatności natychmiast wymagalne            | Wskaźnik ukazuje stosunek gotówki do płatności, które są wymagalne natychmiast. Za płatności wymagalne natychmiast bierzemy pod uwagę płatności, dla których termin wymagalności przypada na najbliższe trzy miesiące. Ocena tego wskaźnika następuje poprzez porównanie jego wartości z wartościami tego wskaźnika z poprzednich okresów. |